# South Bethlehem
South Bethlehem és una població dels Estats Units a l'estat de Pennsilvània. Segons el cens del 2000 tenia 444 habitants.

## Demografia
Segons el cens del 2000, South Bethlehem tenia 444 habitants, 194 habitatges, i 130 famílies. La densitat de població era de 1.071,4 habitants/km².
Dels 194 habitatges en un 26,8% hi vivien nens de menys de 18 anys, en un 59,3% hi vivien parelles casades, en un 4,1% dones solteres, i en un 32,5% no eren unitats familiars. En el 31,4% dels habitatges hi vivien persones soles el 17,5% de les quals corresponia a persones de 65 anys o més que vivien soles. El nombre mitjà de persones vivint en cada habitatge era de 2,29 i el nombre mitjà de persones que vivien en cada família era de 2,84.
Per edats la població es repartia de la següent manera: un 23,6% tenia menys de 18 anys, un 5,6% entre 18 i 24, un 24,8% entre 25 i 44, un 22,7% de 45 a 60 i un 23,2% 65 anys o més.
L'edat mediana era de 41 anys. Per cada 100 dones de 18 o més anys hi havia 93,7 homes.
La renda mediana per habitatge era de 29.688$ i la renda mediana per família de 43.125$. Els homes tenien una renda mediana de 28.269$ mentre que les dones 26.000$. La renda per capita de la població era de 16.266$. Entorn del 9,1% de les famílies i l'11,1% de la població estaven per davall del llindar de pobresa.

## Poblacions properes
El següent diagrama mostra les poblacions més properes.